# ミュージシャン一覧 (グループ)
ミュージシャン一覧(グループ) （ミュージシャンいちらん(グループ)）は、ミュージシャン、音楽家のグループ名の50音順の一覧。
なお、「The」のつくアーティストは「The」を省いて紹介している。
参照：音楽家、音楽家の一覧（クラシック音楽をもっぱら専門とする音楽家は除く）
「日本の男性アイドルグループの一覧」、「日本の女性アイドルグループの一覧」については、各々同項目を参照。

## あ行

### あ
- アーバン・サックス
- アスコ・シェーンベルク・アンサンブル
- アルディッティ弦楽四重奏団
- アンサンブル・アンテルコンタンポラン
- アンサンブル・ジェネシス
- アンサンブル・ディ・ライエ
- アンサンブル・モデルン
- アレクサンドロフ・アンサンブル
- アルタン

（ポピュラー）
- アーチ・エネミー (ARCH ENEMY)
- アーケイディア
- アージェント
- アース・ウィンド・アンド・ファイアー
- アート・アンサンブル・オブ・シカゴ
- a-ha (a~ha)
- REOスピードワゴン (REO Speedwagon)
- R.E.M.（アール・イー・エム）
- アイアン・メイデン
- アヴェレイジ・ホワイト・バンド
- Athlete（アスリート）
- アッシュ
- アディエマス
- アトミック・キトゥン
- アバ (ABBA)
- A Hundred Birds（ア・ハンドレッド・バーズ）
- abingdon boys school（アビングドン・ボーイズ・スクール）
- アフター・フォーエヴァー (After Forever)
- アメリカ (AMERICA)
- アルカトラス (Alcatrazz)
- アンスラックス (ANTHRAX)
- アンダーワールド (Underworld)
- アリアナグランデ

（フォルクローレ）
- アナタ・ボリビア

日本
（タンゴの楽団）
- アストロリコ

（アイドル）
- 嵐
- AH(嗚呼)
- あぁ!
- EARTH (歌手グループ)
- アースピ-auspice-
- アーマーガールズ
- Are 湯 Lady
- Ai-Girls
- あぃ♡かちゅ
- IQプロジェクト研究生
- アイくるガールズ
- AI-SACHI
- Icmworks.
- AIS (アイドルグループ)
- AIS (ユニット)
- I'S wing
- アイスクリーム夢少女
- IZ*ONE
- あいぜっちゅー
- I.D.And Fly LooM
- アイドリング!!! (アイドルグループ)
- アイドルカレッジ
- アイドル教室
- IDOL Street
- アイドル諜報機関LEVEL7
- アイドルネッサンス
- アイドル夢工場
- アイドル妖怪カワユシ
- AIBECK
- I☆Ris
- アイリス (by MORADOLL)
- Avandoned
- Awww!
- Ael-アエル-
- 青山Rabness
- あかぎ団
- あかなぎ
- 赤の流星
- 赤マルダッシュ☆
- アキシブproject
- Aqours
- AXELL
- Act♡eve
- あけ☆たま
- 朝ぼらけの紅色は未だ君のうちに壊れずにいる
- AZURE♯
- あすきょう
- ASTROMATE
- Asfi
- あっとせぶんてぃーん
- 天晴れ!原宿
- アップアップガールズ（仮）
- アップアップガールズ（2）
- あっぷる学園応援部
- AppleTale
- Advance Arc Harmony
- あにまどーる
- アパッチ (アイドルグループ)
- Aphrodite (アイドルグループ)
- 安倍なつみ&矢島舞美（℃-ute）
- APOKALIPPPS
- あまくらぶ
- Ami〜gas
- AmiinA
- アメフラっシ
- あゆみくりかまき
- アリスインプロジェクト
- アリス十番
- アルザ
- アルバイドル
- アルプスおとめ
- Angelic
- アンジュルム
- Ange☆Reve
- アンダービースティー
- アンドクレイジー
- ANNA☆S

（ヒップホップ）
- アルファ

（その他）
- あんみ通
- AINU REBELS
- EARTHSHAKER（アースシェイカー）
- RCサクセション
- I WiSH（アイ・ウィッシュ）
- Iceman（アイスマン）
- 愛奴
- I've（アイブ）
- 藍坊主（あおぼうず）
- 赤い鳥
- アカシアオルケスタ
- 紅音（あかね）
- アキダス
- Aqua Timez（アクアタイムズ）
- access
- asianTrinity（アジアントリニティ)
- AJISAI
- アニメタル (Animetal)
- APOGEE（アポジー）
- あまゆーず
- あみん
- アリス
- アリス九號.
- ALI PROJECT
- THE ALFEE（ジ・アルフィー）
- ALLERGY（アレルギー）
- アンジー
- angela（アンジェラ）
- 安全地帯
- UNDER17

（2000年代）
- ART-SCHOOL（アートスクール）
- RF（アールエフ）
- i-dep（アイデップ）
- Ai+BAND（アイバンド）
- I-RabBits（アイラビッツ）
- avengers in sci-fi（アヴェンジャーズ イン サイファイ）
- 藍坊主（あおぼうず）
- 赤犬
- アカシアオルケスタ
- Aqua Timez（アクア タイムズ）
- ASIAN KUNG-FU GENERATION（アジアン カンフー ジェネレーション）
- AJICO（アジコ）
- Acid Black Cherry（アシッド・ブラック・チェリー）
- ACIDMAN（アシッドマン）
- ASPARAGUS（アスパラガス）
- あっぱ
- UPLIFT SPICE（アップリフト スパイス）
- ANATAKIKOU（アナタキコウ）
- アナログフィッシュ
- あのHUMPTY（あのハンプティー）
- abingdon boys school（アビングドン ボーイズ スクール）
- absorb（アブソーブ）
- 雨ふらしカルテット
- 彩冷える（アヤビエ）
- あらかじめ決められた恋人たちへ
- アリス九號.(アリスナイン、エーナイン)
- Our Love to Stay（アワ・ラブ・トゥ・ステイ）
- Angelo（アンジェロ）
- アンダーグラフ
- UNCHAIN（アンチェイン）
- アンティック-珈琲店-（アンティックカフェ）
- UNLIMITS（アンリミッツ）

（2010年代）
- earthmind（アースマインド）
- ARKS（アークス）
- ircle（アークル）
- ARTIFACT OF INSTANT（アーティファクト オブ インスタント）
- アーバンギャルド
- R指定（アールしてい）
- Ivy to Fraudulent Game（アイヴィー トゥー フロウジュレント ゲーム）
- I Don't Like Mondays.（アイ ドント ライク マンデイズ）
- ivory7 chord（アイボリーセブンス コード）
- AUN J-CLASSIC ORCHESTRA（アウン ジェイ クラシック オーケストラ）
- 赤い公園
- 赤色のグリッター
- アカシック
- a crowd of rebellion（ア クラウド オブ リベリオン）
- アクメ
- アシガルユース
- AJISAI（アジサイ）
- asobius（アソビウス）
- ADAM at（アダム・アット）
- another sunnyday（アナザー サニーデイ）
- Another Story（アナザー ストーリー）
- a flood of circle（ア フラッド オブ サークル）
- Applicat Spectra（アプリキャット スペクトラ）
- amazarashi（アマザラシ）
- 雨のパレード
- 荒川ケンタウロス
- AL（アル）
- アルカラ
- Argonavis（アルゴナビス）
- ARTEMA（アルテマ）
- アルルカン
- [Alexandros]（アレキサンドロス）- 2014年3月までは[Champagne]（シャンペイン）のバンド名で活動
- 杏窪彌（アンアミン）
- andymori（アンディモリ）
- androp（アンドロップ）
- ammoflight（アンモフライト）
- Anli Pollicino（アンリ ポリチーノ）

### い
（ポピュラー）
- イーグルス
- イエス
- イン・シンク
- インペリテリ (Impellitteri)

（フォルクローレ）
- インティ・イリマニ

日本
（ヒップホップ）
- EAST END（イーストエンド）
- EAST END×YURI（イーストエンド・プラス・ユリ）
- 韻シスト

（その他）
- いずみ太鼓 皷聖泉
- いずみシンフォニエッタ大阪
- IMERUAT
- EE JUMP（イー・イー・ジャンプ）
- ES CONNEXION（イーエス・コネクション）
- eastern youth（イースタン・ユース）
- ET-KING（イーティーキング）
- YeLLOW Generation （イエロー・ジェネレーション）
- イエロー・マジック・オーケストラ (YMO)
- THE YELLOW MONKEY （ザ・イエロー・モンキー）
- ism
- 135
- 五つの赤い風船
- 一風堂
- 犬神サーカス団
- 井上尭之バンド
- イモ欽トリオ
- いんぐりもんぐり
- INSPi（インスピ）
- indigo blue（インディゴ・ブルー）
- infix (インフィクス)

（2000年代）
- e-sound speaker（イー・サウンド・スピーカー）
- いきものがかり
- 12012（イチニーゼロイチニ）
- 175R（イナゴライダー）
- THE イナズマ戦隊

（2010年代）
- Each Of The Days（イーチ オブ ザ デイズ）
- YELLOW FRIED CHICKENz（イエローフライドチキンズ）
- indigo la End（インディゴ ラ エンド）

### う
（ポピュラー）
- ヴァルティナ
- ヴェーセン
- ヴァーヴ (The Verve)
- ヴァインズ (The Vines)
- ヴァセリンズ (Vaselines)
- ヴァン・ヘイレン (Van Halen)
- ウィーザー (Weezer)
- ウィズイン・テンプテーション (Within Temptation)
- ウィルコ (Wilco)
- ヴィレッジ・ピープル(Village People)
- ウイングス (Wings)
- ウータン・クラン (Wu-Tang Clan)
- ウエストライフ
- ヴェノム (Venom)
- ヴェルヴェット・アンダーグラウンド (Velvet Underground)
- ヴェルヴェット・リヴォルヴァー (Velvet Revolver)
- ウルトラヴォックス (Ultravox)
- ウェザー・リポート (Weather Report)
- ウエスタンヒーロー
- ヴォトク

日本
- うきは神楽団

（ポピュラー）
- 内山田洋とクールファイブ
- ヴァージンVS
- WEAVER（ウィーバー）
- Witchery SKANK（ウィッチェリー・スカンク）
- w-inds.（ウインズ）
- UVERworld（ウーバーワールド）
- ウエスト・ロード・ブルース・バンド
- The Water Of Life（ザ・ウォーター・オブ・ライフ）
- うたいびとはね
- 有頂天
- ウルトラキャッツ
- ウルトラ・リヴィング (Ultra Living)
- ウルフルズ

（2000年代）
- VAMPS（ヴァンプス）
- ヴィドール
- UVERworld（ウーバーワールド）
- Versailles（ヴェルサイユ）
- Welsh BluesCP（ウェルッシュ・ブルース・シーピー）
- Vo Vo Tau（ヴォ・ヴォ・タウ）
- 嘘つきバービー
- ウラニーノ

（2010年代）
- Wienners（ウィーナーズ）
- WEAVER（ウィーバー）
- ViViD（ヴィヴィッド）
- vivid undress（ヴィヴィッド アンドレス）
- vistlip（ヴィストリップ）
- The Winking Owl（ザ ウィンキング オウル）
- WAR-ED（ウォード）
- WOMCADOLE（ウォンカドーレ）
- ウソツキ
- 嘘とカメレオン
- 打首獄門同好会
- 宇宙人
- うみのて
- ウワノソラ

### え
（ポピュラー）
- F.I.R.（飛児楽団）
- エアロスミス
- エイジア
- AC/DC（エーシー・ディーシー）
- エイス・オブ・ベイス
- ABC
- エヴァネッセンス
- XTC
- エクストリーム
- エニグマ
- エピカ (Epica)
- エマーソン・レイク・アンド・パーマー (ELP)
- MC5（エム・シー・ファイブ）
- エレクトリック・ライト・オーケストラ (ELO)
- エンペラー (EMPEROR)

日本
（アイドル）
- STU48
- Especia
- X21
- EGG5
- Edge Dub Monkeyz
- NMB48
- NKO☆Lovers
- NGT48
- Nゼロ
- えのぐ
- 愛の葉Girls
- 恵比寿★マスカッツ
- 恵比寿マスカッツ
- 恵比寿マスカッツ (1.5以降)
- EVERYDAYS
- MMJ (アイドルグループ)
- エムトピ
- EMOE
- エモクルスコップ
- エラバレシ
- Ellis et Campanule
- ERIHIRO
- Elfin'
- エルフロート
- エレクトリックリボン
- ENGAG.ING
- Angel Generation
- エンターテイメントグループHONEYTRAP
- EMPiRE
- ゑんら
- Airy
- A応P
- HR (アイドルグループ)
- H&A
- HGS (アイドルグループ)
- 8princess
- ARA (音楽グループ)
- AIP アラフォーアイドルproject
- Ace File
- AeLL.
- えくれあエクレット
- エコガールズ
- S-Qty
- S*CREW
- SCK GIRLS
- S★スパイシー
- AKB48（エーケービーフォーティエイト）
- HKT48（エイチケイティーフォーティエイト）
- SKE48（エスケーイーフォーティエイト）
- SDN48（エスディーエヌフォーティエイト）
- NMB48（エヌエムビーフォーティエイト）

（ヒップホップ）
- MSC

（その他）
- ARB
- エイジアエンジニア
- AsR（エーエスアール）
- AB'S（エイビーズ）
- EXILE（エグザイル）
- XL（エックスエル）
- X JAPAN（エックス・ジャパン）
- X.Y.Z.→A（エックス・ワイ・ズィー・トゥー・エー）
- EGO-WRAPPIN'（エゴ・ラッピン）
- エド山口&東京ベンチャーズ
- NSP
- N.M.L.（エヌ・エム・エル、NO MORE LANDMINE）
- Every Little Thing（エヴリ・リトル・シング、ELT）
- m-flo（エムフロー）
- THE EMERALDS
- エレファントカシマシ

（2000年代）
- ASIAN2（エイジアンツー）
- HY（エイチワイ）
- エイプリルズ
- EGO-WRAPPIN'（エゴラッピン）
- S.R.S（エスアールエス）
- S.M.N.（エスエムエヌ）
- Sgt.（エスジィティ）
- えちうら（嵐・相葉雅紀と仲が良い千葉県出身のグループ）
- e.mu（エミュー）
- Mi（エムアイ）
- LM.C（エルエムシー）
- ELLEGARDEN（エルレガーデン）
- ジ エロス
- えんそく
- Empty Slow(エンプティースロー)

（2010年代）
- Age Factory（エイジ ファクトリー）
- H ZETTRIO（エイチゼットリオ）
- ACE OF SPADES（エース オブ スペーズ）
- ecosystem（エコシステム）
- EGG BRAIN（エッグ ブレイン）
- ELYSION（エリシオン）
- Lc5（エルシーファイブ）
- ENTHRALLS（エンソロールズ）

（2020年代）
- ACE COLLECTION（エース・コレクション）

### お
- Oesch's die Dritten
- オレカTX

（ポピュラー）
- オアシス
- オーシャン・カラー・シーン
- オールマン・ブラザーズ・バンド
- O-Zone（オゾン）
- オフスプリング
- オホス・デ・ブルッホ
- オリジナル・ディキシーランド・ジャズ・バンド

（タンゴの楽団）
- オラシオ・ロモ・セステート
- オルケスタ・ティピカ・ヴィクトル

（フォルクローレ）
- オンダ・バガ

（ロマ音楽）
- オホス・デ・ブルッホ

日本
（タンゴの楽団）
- オルケスタ・ティピカ・東京

（アイドル）
- ORANGE PORT
- ORANCHE
- 男闘呼組
- おニャン子クラブ
- 音楽ガッタス
- 大阪パフォーマンスドール
- OS☆U
- 大阪☆春夏秋冬
- Osaka翔Gangs
- 大阪パフォーマンスドール
- 大宮アイドール
- All or Nothing
- ALLOVER
- Alldemade
- おかわりシスターズ
- 奥澤村
- お掃除ユニットCLEAR'S
- O'CHAWANZ
- オッド・アイ (アイドルグループ)
- おとといフライデー
- おとまむ系ロディー
- オトメ☆コーポレーション
- 乙女塾
- 乙女新党
- 乙女隊
- おとめボタン
- On and Go!
- オナッターズ
- おにごっ娘
- 小野小町 (アイドルグループ)
- おはガールちゅ!ちゅ!ちゅ!
- おはガールふわわ
- おはガールメープル
- オバチャーン
- OBP (アイドルグループ)
- OFR48
- OHeSo
- Obento Idole
- おやすみホログラム
- おやゆびプリンセス
- オレンジ・シスターズ
- OrangeHoop

（ヒップホップ）
- オトノ葉Entertainment
- 降神

（その他）
- 王将太鼓
- 御諏訪太鼓
- 鬼太鼓座（おんでこざ）
- オーディオ・アクティブ
- 大西ユカリと新世界
- AURA
- 0930（おくさま）
- Ori-ska
- オナニーマシーン
- オフコース
- ORIGINAL LOVE（オリジナル・ラヴ、オリジナル・ラブ）
- オレンジ・カウンティ・ブラザーズ
- orange pekoe（オレンジ・ペコー）

（2000年代）
- OVERGROUND ACOUSTIC UNDERGROUND（オーヴァーグラウンド・アコースティック・アンダーグラウンド）- 2019年4月12日よりOAU（オーエーユー）にバンド名を改名。
- OGRE YOU ASSHOLE（オウガ・ユー・アスホール）
- 大友良英ニュー・ジャズ・クインテット
- AUDIO RULEZ（オーディオルールズ）
- All Japan Goith（オール ジャパン ゴイス）
- 乙三（おっさん）
- 8otto（オットー）
- おとぎ話
- オトナモード
- オナニーマシーン
- HONESTY（オネスティー）
- Organs café（オルガンズ・カフェ）
- オレスカバンド
- ORANGE RANGE（オレンジ レンジ）
- 音速ライン（おんそくライン）
- 陰陽座（おんみょうざ）

（2010年代）
- Awesome City Club（オーサム シティー クラブ）
- OverTheDogs（オーバーザドッグス）
- Over The Top（オーバーザトップ）
- Ovall（オーバル）
- THE ORAL CIGARETTES（ジ オーラル シガレッツ）
- おいしくるメロンパン
- OKAMOTO'S（オカモトズ）
- 踊ってばかりの国
- odol（オドル）
- Official髭男dism（オフィシャルヒゲダンディズム）
- オメでたい頭でなにより
- OLDCODEX（オルドコデックス）
- ORESAMA（オレサマ）
- オワリカラ

## か行

### か
- カルデミンミット
- カラワン楽団

（ポピュラー）
- カーディガンズ
- カーペンターズ
- ガールスクール
- カジャ・グー・グー
- KARA
- カンサス
- カルチャー・クラブ
- ガンズ・アンド・ローゼズ

（パゴーヂ）
- カチンゲレー

（フォルクローレ）
- ロス・カルカス
- カントゥ・フォルクローレ連酩

（ロマ音楽）
- カモロ

日本
（アイドル）
- ガーディアンズ4
- カード戦士EARNEST
- ガールズネクスト
- GIRL'S HORIZON
- 開歌-かいか-
- 怪傑!トロピカル丸
- 会心ノ一撃
- Kaori@livedoor PHOENIX
- 科学究明機構ロヂカ?
- KAGAJO☆4S
- KAQRIYOTERROR
- 風間三姉妹
- かしま未来りーな
- 仮想通貨少女
- カタモミ女子
- Cana÷biss
- かなやまちゃっぴーズ
- 彼女のサーブ&レシーブ
- CoverGirls
- かみいしなか かな
- 神風センセーション
- 神宿
- 仮面女子
- 仮面ライダーGIRLS
- KAMOがネギをしょってくるッ!!!
- CAMOUFLAGE
- からっと☆
- カラフルスクリーム
- カリッシュ
- カリフォルニア小町
- カレッジ・コスモス
- GALETTe
- 可憐Girl's
- 川崎純情小町☆
- 関ガール
- 完熟娘。
- カントリー・ガールズ
- KAT-TUN
- カバーソング・ドールズ
- 関ジャニ∞
- カントリー娘。

（ヒップホップ）
- 餓鬼レンジャー
- KAMINARI-KAZOKU.（雷家族・かみなりかぞく）

（その他）
- カーネーション
- GARNET CROW（ガーネット・クロウ）
- GIRL NEXT DOOR（ガール・ネクスト・ドア）
- 海援隊
- 甲斐バンド
- KAI FIVE
- ガガガSP
- かぐや姫（南こうせつとかぐや姫）
- かげぼうし
- 蜉蝣
- カシオペア
- カズン
- 風（フォーク・デュオ）
- 片山ブレイカーズ&ザ★ロケンローパーティ
- KATZE
- 勝手にしやがれ
- かまいたち
- カメカメ合唱団
- かりゆし58
- 狩人
- GARO

（2010年代）
- 快速東京
- Gacharic Spin（ガチャリック スピン）
- KANA-BOON（カナブーン）
- 彼女 in the display（カノジョ イン ザ ディスプレイ）
- カフカ
- 神様、僕は気づいてしまった
- カミナリグモ
- 神はサイコロを振らない
- カラスは真っ白
- Galileo Galilei（ガリレオガリレイ）
- 感覚ピエロ
- 感傷ベクトル
- KANDO BANDO（カンドー・バンドー）

### き
（ポピュラー）
- キーラ (バンド)

- キッス (KISS)
- ザ・ギャザリング (The Gathering)
- キャメル
- キャラヴァン (バンド)
- キング・クリムゾン
- キンクス
- Kings of Leon（キングス・オブ・レオン）
- キングダム・カム (アーサー・ブラウン)

（タンゴの楽団）
- キンテート・レアル

（フォルクローレ）
- キラパジュン

日本
（アイドル）
- Keeper Girls
- キーヤキッス
- KEY WEST CLUB
- Xoxo(Kiss&Hug) EXTREME
- Kisty
- KissBee
- KissBeeWEST
- 北見焼肉アイドル Meat You
- キチョハナカンシャ
- キッスの世界
- キプリスモルホォ
- キミイロプロジェクト
- 君の隣のラジかるん
- キミノマワリ。
- キャプテン (アイドルグループ)
- キャラメル☆リボン
- CARRY LOOSE
- ギャル (アイドルグループ)
- ギャルル
- きゃわふるTORNADO
- きゃんきゃん
- GANG PARADE
- CANDY GO!GO!
- キャンディーズ
- Candy☆Drops
- ℃-ute（キュート）
- キャナァーリ倶楽部
- キャンディミント
- キャンパスクイーン
- キャンパスナイターズ
- きゅい〜ん'ズ
- 九州女子翼
- CutieCrewZ
- Cutie Pai
- キューピット (アイドルグループ)
- Cupitron
- QunQun
- 教育的指導!!せんせ〜しょん's
- KIRA☆GIRL
- きら☆ぴか
- キラポジョ
- 煌めき☆アンフォレント
- キララとウララ
- ギリギリガールズ
- ギルドロップス
- KiREI
- GINGANEKO
- ギンギン♂ガールズ
- KING (アイドルグループ)
- 金星☆ジュリエッタ

（ヒップホップ）
- KGDR（キングギドラ）

（その他）
- 輝&輝
- Keno（キーノ）
- 氣志團（きしだん）
- キセル
- ギターウルフ
- KICK THE CAN CREW（キック・ザ・カン・クルー）
- キマグレン
- キャプテンストライダム
- キャラメル・ママ
- キャロル
- 9mm Parabellum Bullet（キューミリ・パラベラム・バレット）
- cune（キューン）
- 漁港 (バンド)
- キリング・タイム
- キリンジ
- Kiroro（キロロ）
- 筋肉少女帯（きんにくしょうじょたい）
- 銀杏BOYZ（ぎんなんボーイズ）
- キンモクセイ

（2010年代）
- GEEKS（ギークス）
- geek sleep sheep（ギーク スリープ シープ）
- KEYTALK（キートーク）
- 岸田教団&THE明星ロケッツ
- THE KIDDIE（キディ）
- Kidori Kidori（キドリ キドリ）
- きのこ帝国
- キノコホテル
- KIMONOS（キモノズ）
- the cabs（ザ キャブス）
- キュウソネコカミ
- KILLER SMELLS（キラースメルズ）
- 己龍
- killing Boy（キリング ボーイ）
- ギルド
- THE King ALL STARS（ザ キング オール スターズ）
- King Gnu (キング ヌー)
- 禁断の多数決

### く
- クラングフォラム・ウィーン
- クロノス・クァルテット
- クラヤ

（ポピュラー）
- クラナド
- クイーン
- クイーンズライク
- グッド・シャーロット
- クール&ザ・ギャング
- クラウドベリー・ジャム
- ザ・クラッシュ
- クラフトワーク
- グランド・ファンク・レイルロード
- クランベリーズ
- クリード
- クリーム
- グリーンスレイド
- グリーン・デイ
- ザ・クルセイダーズ
- クレイジーワールド・オブ・アーサー・ブラウン
- クロスビー、スティルス&ナッシュ
- クロスビー、スティルス、ナッシュ&ヤング

（パゴーヂ）
- グルーポ・ハーサ

（フォルクローレ）
- クリスティーナとウーゴ

日本
（ヒップホップ）
- GLORY JACKPOT SYSTEM （グローリー ジャックポット システム）

（その他）
- KUNI-KEN
- 空気公団
- 愚
- COOL DRIVE（クールドライブ）
- クールス
- くず
- GOOD DOG HAPPY MEN
- 久保田麻琴と夕焼け楽団
- クライズラー&カンパニー
- class
- グラスバレー
- GRANRODEO
- GReeeeN（グリーン）
- GREEN HERB (レゲエグループ)
- クリスタルキング
- グループ魂
- くるり
- CLIFF EDGE
- GLAY（グレイ）
- GLAY×EXILE（グレイエグザイル）
- クレイジーケンバンド
- CRAZE（クレイズ）
- GREAT3（グレイトスリー）
- グレープ
- GRAPEVINE（グレイプバイン）
- クレヨン社
- 黒赤ちゃん
- CLOVERS（クローヴァーズ）
- globe （グローブ）
- Crossfaith（クロスフェイス）
- ザ・クロマニヨンズ
- 黒夢
- KUWATA BAND（クワタバンド）
- 桑田佳祐&Mr.Children

（2010年代）
- Qaijff（クアイフ）
- GOODWARP(グットワープ)
- 空想委員会
- クウチュウ戦
- QOOLAND（クーランド）
- GOOD ON THE REEL（グッド オン ザ リール）
- グッドモーニングアメリカ
- グッバイフジヤマ
- Goodbye holiday（グッバイ ホリデー）
- CLUTCHO（クラッチョ）
- GRAND FAMILY ORCHESTRA（グランド ファミリー オーケストラ）
- クリープハイプ
- GLIM SPANKY（グリムスパンキー）
- GRIMOIRE
- 黒木渚
- Crossfaith（クロスフェイス）
- 黒猫チェルシー
- 黒船
- Qwai（クワイ）
- the quiet room（ザ クワイエットルーム）

### け
（ポピュラー）
- ゲット・アップ・キッズ (The Get Up Kids)

（フォルクローレ）
- ケルマントゥ

日本
- 芸能山城組
- ケット・シー (バンド)
- ケツメイシ
- 外道
- CHEMISTRY（ケミストリー）
- KEMURI（ケムリ）
- ゲルニカ
- 下郎

（2010年代）
- GEZAN（ゲザン）
- ゲスの極み乙女
- The Cheserasera（ザ ケセラセラ）
- ケラケラ

### こ
（ポピュラー）
- ゴーテ
- ザ・コアーズ
- ザ・コーラル
- コーン
- ココモ
- コロシアム
- コロシアムII
- ゴング

（ロマ音楽）
- コチャニ・オルケスタル

日本
- GOCOO
- 鼓童
- COIL（コイル）
- GOING UNDER GROUND（ゴーイング・アンダー・グラウンド）
- GOING STEADY（ゴーイング・ステディ）
- GO!GO!7188（ゴー!ゴー!なないちはちはち）
- COLDFEET（コールドフィート）
- コンチェルト・ムーン
- ザ・ゴールデン・カップス
- COCOBAT
- ゴスペラーズ (The Gospellers)
- ゴスペラッツ
- ゴダイゴ
- 小島
- コブクロ
- こぶ茶バンド
- 米米CLUB（こめこめクラブ）
- コルツ（THE COLTS）
- ザ・コレクターズ
- ゴンチチ
- COMPLEX（コンプレックス）

（2010年代）
- 恋は魔物
- ザ・コインロッカーズ
- go!go!vanillas（ゴーゴーバニラズ）
- coldrain（コールドレイン）
- ココロオークション
- Cö shu Nie（コシュニエ）
- コドモドラゴン
- THE★米騒動
- コンテンポラリーな生活

## さ行

### さ
- サンバスンダ

（ポピュラー）
- サーティーンス・フロア・エレベーターズ (13th Floor Elevators)
- サイモン&ガーファンクル
- サム41 (SUM41)
- サンタナ

日本
（ヒップホップ）
- 悟神

（その他）
- SAMURAI APARTMENT
- サーカス
- SURFACE（サーフィス）
- ZARD（ザード）
- savage genius（サヴィッジ・ジーニアス）
- Sound Schedule（サウンド・スケジュール）
- Sound Horizon（サウンド・ホライズン）
- 三枝夕夏 IN db
- Sacra
- SAKEROCK（サケロック）
- サザンオールスターズ
- サスケ (埼玉県出身のデュオ)
- サスケ (愛媛県出身のデュオ)
- ZAZEN BOYS（ザゼン・ボーイズ）
- サッズ
- サディスティックス
- サディスティック・ミカ・バンド
- 里田まい with 合田兄妹
- サニーデイ・サービス
- THE NOVEMBERS
- ZABADAK（ザバダック）
- サベージ
- SABER TIGER
- SABOTEN
- Something ELse（サムシングエルス）
- ZAN
- SONS OF ALL PUSSYS（サンズ・オブ・オール・プッシーズ）
- SunSet Swish（サンセット・スウィッシュ）
- 三代目 J SOUL BROTHERS from EXILE TRIBE
- サンハウス
- サンフラワーズ・ガーデン
- サンボマスター

（2010年代）
- ザアザア
- THURSDAY'S YOUTH（サーズデイズ ユース）- 2016年12月8日までは、Suck a Stew Dry（サック ア ステュードライ）のバンド名で活動
- 最終少女ひかさ
- 在日ファンク
- サイダーガール
- Silent, E（サイレント イー）
- SILENT SIREN（サイレント サイレン）
- Saucy Dog（サウシードッグ）
- SAKANAMON（サカナモン）
- SuG（サグ）
- saji（サジ）
- Suspended 4th（サスペンデッド・フォース）
- Suchmos（サチモス）
- 挫・人間
- Survive Said The Prophet（サバイブ・セッド・ザ・プロフェット）
- ZAFEEDO（ザフィード）
- さよなら、また今度ね
- The SALOVERS（ザ サラバーズ）
- SUNDAYS（サンデイズ）

（2020年代）
- SARD UNDERGROUND（サード アンダーグラウンド）

### し
（ポピュラー）
- 女子十二楽坊
- Sugar（シュガー）
- ジャーニー
- ZZトップ（ズィーズィートップ）
- GTR
- ジェイムス (James)
- ジェスロ・タル
- ジェネシス
- ジェントル・ジャイアント (Gentle Giant)
- シカゴ
- シャカタク
- シャドウズ
- JAPAN
- ジャミロクワイ (Jamiroquai)
- ザ・ジャム
- ジューダス・プリースト
- シュープリームス
- シュガーベイブス
- ショッキング・ブルー
- シルヴァーチェアー
- シンガーズ・アンリミテッド
- シン・リジィ

（フォルクローレ）
- ロス・シャピス

（ロマ音楽）
- ジプシー.cz
- ジプシー・キングス

日本
（アイドル）
- The S・h・e
- GMU (アイドルグループ)
- G☆Girls
- シークレットガールズ
- C.C.ガールズ
- C-Style
- C-ZONE
- JSO
- JOQgiRl
- SHAKE (女性歌手グループ)
- JK21
- シェイプUPガールズ
- GEM (アイドルグループ)
- GEMS COMPANY
- Jelly Beans
- SiS (アイドルグループ)
- しず風&絆〜KIZUNA〜
- じっく
- ZYX
- SHIP (アイドルグループ)
- Shiny
- SHiNY SHiNY
- Sha☆in
- Shine girls
- シャオチャイポン
- TEAM SHACHI
- 紗音都
- シャノワ〜ル☆
- JAM (アイドルグループ)
- SiAM&POPTUNe
- シャワー (アイドルグループ)
- じゃんけん民
- Jumpin'
- JUICY (イメージガール)
- Juice=Juice
- ジュエミリア
- JEWEL
- Jewel☆Ciel
- Jewel☆Neige
- Jewel*mariee
- Jewel☆Rouge
- しゅごキャラエッグ!
- じゅじゅ
- ジュネス☆プリンセス
- 純情のアフィリア
- 純粋カフェ・ラッテ
- 少女閣下のインターナショナル
- 少女隊
- 私立恵比寿中学
- Sinquacious
- 神使轟く、激情の如く。
- 新生おやゆびプリンセス
- 神聖フレラモ
- シンデレラマジックEAST

- 修二と彰
- シブがき隊

（ヒップホップ）
- 下町兄弟
- ZINGI（ジンギ）

（その他）
- 柴田三兄妹
- XUXU
- 志多ら
- 真如太鼓
- 獅子舞でん舎
- ZZ（ズィーズィー）
- G-クレフ
- See-Saw（シーソー）
- Gパン娘
- Ceiling Touch（シーリング・タッチ）
- JAYWALK（旧J-WALK）
- GEM（ジェム）
- THE JERRY LEE PHANTOM（ジェリーリーファントム）
- 紫苑
- ZIGGY
- 時給800円
- ZI-KILL（ジキル）
- ZIGZO
- The SHIGOTONIN（ザ・シゴトニン）
- C-C-B（シーシービー）
- JITTERIN'JINN（ジッタリン・ジン）
- SiM（シム）
- シモンズ
- ザ・ジャガーズ
- じゃがたら
- SHAKA LABBITS（シャカ・ラビッツ）
- Jazztronik（ジャズトロニック）
- JUSTY-NASTY（ジャスティ・ナスティ）
- SHAZNA（シャズナ）
- SHACHI
- ジャッキー吉川とブルーコメッツ
- ジャックス
- ジャドーズ
- ジャパハリネット
- SIAM SHADE（シャム・シェイド）
- シャ乱Q
- ジャンゴ
- Jungle Smile（ジャングルスマイル）
- Janne Da Arc（ジャンヌダルク）
- 19（ジューク）
- 羞恥心
- 12.ヒトエ（じゅうにひとえ）
- シュガー・ベイブ
- ジュスカグランペール
- JUN SKY WALKER(S)（ジュンスカイウォーカーズ）
- XUXU（しゅしゅ）
- JUDY AND MARY（ジュディ・アンド・マリー）
- シュノーケル
- 上々颱風
- SHŌGUN（しょうぐん）
- 湘南乃風
- 少年カミカゼ
- 少年ナイフ
- JILS
- JiLL-Decoy association（ジル・デコイ・アソシエーション）
- Syrup 16g（シロップじゅうろくグラム）
- SINGER SONGER（シンガー・ソンガー）
- Synchronized DNA（シンクロナイズド・ディーエヌエー）
- SING LIKE TALKING（シング・ライク・トーキング）
- SYMPHONIA（シンフォニア）

（2010年代）
- SHE'S（シーズ）
- G-FREAK FACTORY（ジー・フリーク・ファクトリー）
- CIVILIAN（シヴィリアン）
- ジェニーハイ
- JELLYFiSH FLOWER'S（ジェリーフィッシュ フラワーズ）
- Shiggy Jr.（シギー ジュニア）
- CICADA（シケイダ）
- SHISHAMO（シシャモ）
- SISTER JET（シスタージェット）
- 時速36km (じそくさんじゅうろっキロメートル)
- SIX LOUNGE（シックス ラウンジ）
- 十中八九
- シナリオアート
- cinema staff（シネマ スタッフ）
- SiM（シム）
- JaaBourBonz（ジャアバーボンズ）
- Shout it Out（シャウト イット アウト）
- SHANK（シャンク）
- 住所不定無職
- chouchou merged syrups.（シュシュ マージド シロップス）
- JAWEYE（ジョアイ）
- joy（ジョイ）
- JOVO（ジョヴォ）
- 少年記
- 女王蜂
- ジョゼ
- ジラフポット
- serial TV drama（シリアル・ティーヴィー・ドラマ）
- Thinking Dogs（シンキング・ドッグス）
- 真空ホロウ
- 神聖かまってちゃん
- Cyntia（シンティア）
- -真天地開闢集団-ジグザグ
- Sympathy（シンパシー）

### す
（ポピュラー）
- スーパートランプ
- Super Furry Animals（スーパー・ファーリー・アニマルズ）
- スカイラーク
- スカイラーク
- スコーピオンズ
- スタイル・カウンシル
- スタッフ
- スペシャルズ
- スライ&ザ・ファミリー・ストーン (Sly & the family stone)
- 311（スリー・イレブン）
- スリー・ディグリーズ
- スリッツ (Slits)
- スリップノット (SLIPKNOT)
- スレイヤー
- スティーライ・スパン
- スティーリー・ダン
- スティクス
- ストラトヴァリウス (Stratovarius)
- ストラングラーズ
- ストレイ・キャッツ (STRAY CATS)
- ザ・ストロークス
- スパイス・ガールズ
- スパイロ・ジャイラ

日本
（アイドル）
- すとぷり
- SweetS
- SW!CH
- 推定少女
- Sweet Cure
- Sweet Alley
- Sweety (日本の歌手グループ)
- SUPER☆GiRLS（スーパーガールズ）
- SKOOL GIRL BYE BYE
- Star☆T
- 綺星★フィオレナード
- スターボー
- STARMARIE
- スタイリッシュハート
- STAR PLANET
- ミ★pop
- Stand-Up!Next!
- スチームガールズ
- ステーション♪
- STELLABEATS
- Stereo Tokyo
- STRAY SHEEP CLAYMORE
- Snappeas
- SNOW CRYSTAL
- SPARK SPEAKER
- SPATIO
- THE SPUNKY
- SPEED（スピード）
- Spindle
- SPLASH (モラドカンパニー)
- SPLASH (砂岡事務所)
- Splash!
- SPL∞ASH
- Springs
- SPACE GIRLS PLANET
- Smile (アイドルグループ)
- 3B junior
- スリーヤンキース
- スリジエ
- 3dots and more
- スルースキルズ
- SUPER MONKEY'S（スーパー・モンキーズ）
- SMAP（スマップ）

（その他）
- 助六太鼓
- ZOO
- SUPERCAR（スーパーカー）
- SUPER STUPID（スーパーステューピッド）
- スーパー!?テンションズ
- SUPER BUTTER DOG（スーパー・バター・ドッグ）
- SUPER BELL"Z
- Sweet Vacation（スウィート・バケーション）
- ずうとるび
- SKULL CANDY（スカルキャンディ）
- スキマスイッチ
- THE★SCANTY（ザ・スキャンティ）
- SCARECROW（スケアクロウ）
- スクーデリア・エレクトロ
- Skoop On Somebody（スクープ・オン・サンバディ）
- T-SQUARE
- スケッチ・ショウ (Sketch Show)
- StarS（スターズ）
- スターダスト★レヴュー
- ザ・スターリン (THE STALIN)
- STANCE PUNKS（スタンス・パンクス）
- スチャダラパー
- ZuTTO
- ステレオポニー
- STRiPES（ストライプス）
- ストリート・スライダース
- THE STREET BEATS (ザ・ストリート・ビーツ)
- ストレイテナー
- ストロベリー・フラワー
- ストロボ
- SNAIL RAMP（スネイル・ランプ）
- 頭脳警察
- SPARKS GO GO
- ザ・スパイダース
- SUPER BEAVER
- スピッツ
- Spontania（スポンテニア）
- ズボンドズボン
- THE SLUT BANKS(スラットバンクス)
- three tight b（スリー・タイト・ビー）
- 3B LAB.☆S（スリービーラボ）

（2010年代）
- SuiseiNoboAz（スイセイノボアズ）
- Swimy（スイミー）
- 水曜日のカンパネラ
- ズーカラデル
- Scars Borough（スカーズ ボロ）
- スカート
- 空きっ腹に酒
- SCREEN mode（スクリーンモード）
- The Sketchbook（スケッチブック）
- THE STARBEMS（ザ スターベムズ）
- ずっと真夜中でいいのに。
- SPYAIR（スパイエアー）
- SPiCYSOL（スパイシーソル）
- TheSpringSummer（ザ スプリングサマー）
- SpecialThanks（スペシャルサンクス）
- sumika（スミカ）
- THREE LIGHTS DOWN KINGS（スリー ライツ ダウン キングス）
- SWANKY DANK（スワンキー ダンク）

### せ
（ポピュラー）
- セルヒオ・メンドーサ・イ・ラ・オルケスタ

- セックス・ピストルズ
- セパルトゥラ

日本
- Say a Little Prayer（セイ・ア・リトル・プレイヤー）
- 聖飢魔II（せいきまつ）
- SEX MACHINEGUNS（セックス・マシンガンズ）
- Sepia'n Roses（セピアンローゼス）
- ゼリ→
- Selfish（セルフィッシュ）
- Sel'm（セルム）
- S.E.N.S.（センス）
- センチメンタル・バス
- センチメンタル・シティ・ロマンス

（2010年代）
- SAY MY NAME.（セイ マイ ネーム）
- SEBASTIAN X（セバスチャン エックス）
- 7!!（セブンウップス）
- cero（セロ）
- Central 2nd Sick（セントラル セカンド シック）

### そ
（ポピュラー）
- ソウルフライ
- ソニック・ユース (Sonic Youth)
- ソフト・マシーン
- ソナタ・アークティカ (SONATA ARCTICA)
- ゾンビーズ

（パゴーヂ）
- ソー・プレート・セイム・プレコンスィート

日本
（ヒップホップ）
- SOUL'd OUT（ソウルド・アウト）
- SOFFet（ソッフェ）

（アイドル）
- ZOC

（その他）
- SOIL&"PIMP"SESSIONS（ソイルアンドピンプセッションズ）
- ソウル・フラワー・ユニオン
- ZONE（ゾーン）
- 卒業☆星（そつぎょうせい）
- SOPHIA（ソフィア）
- SOFT BALLET（ソフト・バレエ）

（2010年代）
- そこに鳴る
- SALTY DOG（ソルティドッグ）
- それでも世界が続くなら
- ソンソン弁当箱
- ぞんび

## た行

### た
- タージ・マハル旅行団
- タイ・エレファント・オーケストラ
- タネツ

（ポピュラー）
- ザ・ダークネス
- ダイアー・ストレイツ
- t.A.T.u.（タトゥー）
- タヒチ80
- ダフト・パンク
- ダメージ・プラン
- ダリル・ホール&ジョン・オーツ
- タワー・オブ・パワー
- タンジェリン・ドリーム
- タンパックス

（ロマ音楽）
- タラフ・ドゥ・ハイドゥークス

日本
（アイドル）
- 代代代
- Da-iCE
- ダイヤモンドルフィー
- たこあき
- たこやきレインボー
- Task have Fun
- W∞アンナ
- WA-Side
- W♠PRINCE
- W (ハロー!プロジェクト)
- Dancing Dolls
- ダンシング☆プリンセス
- DANCEROID
- タンポポ (ハロー!プロジェクト)

- タッキー&翼
- W（ダブルユー）
- たのきんトリオ

（その他）
- 太鼓芸術鼓宮舞
- 太鼓ユニット我龍
- 寶船
- ザ・タイガース
- TIMESLIP-RENDEZVOUS（タイムスリップランデヴー）
- 太陽族
- ダウンタウンブギウギバンド
- ダ・カーポ
- DA PUMP（ダ・パンプ）
- DOUBLE
- ダブル・ディーラー
- たま

（2010年代）
- THE 抱きしめるズ
- DADARAY（ダダレイ）
- TAP JAM CREW（タップジャムクルー）
- TAMTAM（タムタム）
- たんこぶちん

### ち
（ポピュラー）
- チーフタンズ
- 超新星
- チルドレン・オブ・ボドム (CHILDREN OF BODOM)

日本
（アイドル）
- Cheer♡1
- チーム群馬(仮)
- チーム娘にゃんドル
- チーム大王イカ
- チーム・負けん気
- CHERRY GIRLS PROJECT
- チェリーブロッサム
- Chelip
- CHERRSEE
- CHIMO
- チャイルズ
- Ciào Smiles
- チャオ ベッラ チンクエッティ
- 千屋牛娘☆
- Chubbiness
- ちゃーみーくいーん
- Chu☆Oh!Dolly
- Chu-Z
- Chuning Candy
- TUNE'S
- Chu!☆Lips
- ChuLa
- Choice?
- 銚子元気娘。
- 超ときめき♡宣伝部
- Choco☆milQ
- ChocoLe
- Cheeky Parade（チィキィパレード）
- チェキッ娘

（その他）
- TEAM NACS（チーム・ナックス）
- チェッカーズ
- Changin' My Life（チェンジング・マイ・ライフ）
- CHAGE and ASKA（チャゲアンドアスカ、チャゲ&飛鳥）
- CHARCOAL FILTER（チャコールフィルター）
- Chatter 8th woman（チャターエイスウーマン）
- チャットモンチー
- チャンプルーズ
- TUBE （チューブ）
- チューリップ
- CHOKE SLEEPER（Chokesleeper、チョーク・スリーパー）
- チン☆パラ

（2010年代）
- チーナ
- Czecho No Republic（チェコ ノー リパブリック）
- Chelsy（チェルシー）
- CHAI（チャイ）
- chaqq（チャック）
- ザ・チャレンジ

### つ
日本
- ツイスト
- 椿屋四重奏

（2010年代）
- 2 (ツー)
- ついったー東方部

### て
（ポピュラー）
- TLC
- テイク・ザット
- ティアーズ・フォー・フィアーズ
- ディープ・パープル
- ディープ・フォレスト
- ディー・ライト
- T・レックス（ティラノザウルス・レックス）
- ティーンエイジ・ファンクラブ
- デフ・レパード
- デペッシュ・モード (Depeche Mode)
- テレヴィジョン (Television)
- テレックス (Telex)
- デュラン・デュラン (Duran Duran)
- テン・イヤーズ・アフター
- 10CC（テン・シー・シー）

日本
（ヒップホップ）
- TERIYAKI BOYZ（テリヤキ・ボーイズ）

（その他）
- tiaraway（ティアラウェイ）
- day after tomorrow（デイ・アフター・トゥモロー）
- TRF（ティーアールエフ）
- TM NETWORK (TMN)（ティーエムネットワーク）
- T.M.Revolution (TMR)（ティーエムレボリューション）
- Tak Matsumoto Group (TMG)
- D-51（ディーごーいち）
- dicot（ディコット）
- T-SQUARE
- DS455（ディーエスフォーダブルファイブ）
- D'espairsRay（ディスパーズレイ）
- T-Pistonz+KMC（ティーピストンズプラスケムシ）
- T-BOLAN
- DCPRG（ディーシーピーアールジー）
- DEEN（ディーン）
- DIMENSION
- ザ・ディランII
- Dir en grey （ディル・アン・グレイ）
- ティン・パン・アレー
- テゴマス
- デッドエンド
- DEPAPEPE（デパペペ）
- Def Tech（デフ・テック）
- D'ERLANGER（デランジェ）
- De-LAX（デラックス）
- Dual Dream（デュアルドリーム）
- 電気グルーヴ（でんきグルーヴ）
- 電撃ネットワーク
- 10,000 Promises.（テンサウザンド・プロミスズ）
- 伝書鳩
- 10-FEET
- ザ・テンプターズ

（2010年代）
- Day and Buffalo（デイ アンド バッファロー）
- dps（ディーピーエス）
- DaizyStripper（デイジーストリッパー）
- THIS IS JAPAN (ディス イズ ジャパン)
- DEZERT（デザート）
- テスラは泣かない。
- teto (テト)
- Tetra+（てとらぷらす）
- defspiral（デフスパイラル）
- 天才バンド
- Tempalay (テンパレイ)

### と
- ドン・コサック合唱団セルゲイ・ジャーロフ

（ポピュラー）
- ドリアクトゥ
- ドアーズ
- トゥー・ステップス・フロム・ヘル (Two Steps from Hell)
- トゥーセット・ヴァイオリン
- ドゥービー・ブラザーズ
- トゥール（ロックバンド）
- 東方神起
- トーキング・ヘッズ (TALKING HEADS)
- TOTO（トト）
- ドゥノッツ
- トラッシュキャン・シナトラズ (Trashcan Sinatras)
- トラフィック
- トランポリンズ
- dream（ドリーム）
- トリオ・ロス・パンチョス
- ドリーム・シアター

日本
（タンゴの楽団）
- 東京シンフォニック・タンゴ・オーケストラ

（アイドル）
- Twinkle (アイドルグループ)
- とぅいんくるガールズ+ちえみん先生
- Toutou
- 2o Love to Sweet Bullet
- 24o'clock
- 東京アリス
- 東京演劇女子
- TOKYO喫茶
- 東京CuteCute
- Tokyo Cheer2 Party
- Tokyo Rockets
- The Do-Nuts
- DOMOTO
- DollyKiss
- Doll☆Elements
- TJ(トーンジュエル)
- DokiDoki☆ドリームキャンパス
- とちおとめ25
- トッピング☆ガールズ
- Tomato n' Pine
- ドミノモード
- トライアングル (アイドルグループ)
- D-Rive
- Dora☆dora
- DREAMING MONSTER
- ドリームステーション
- ドリームハート
- ドリームモーニング娘。
- 鶯籠
- Doll's Vox
- Dorothy Little Happy
- drop
- ドロリッチガールズ
- 東京パフォーマンスドール
- TOKIO
- トラジ・ハイジ

（その他）
- 東京楽所
- DRUM TAO
- Do As Infinity（ドゥ・アズ・インフィニティ）
- TWO-MIX（トゥーミックス）
- doa（ドア）
- Tourbillon（トゥールビヨン）
- 東京エスムジカ
- Tokyo Common Sense
- 東京事変
- 東京少年
- 東京女子流
- 東京スカパラダイスオーケストラ
- TOKYO No.1 SOUL SET（トーキョー・ナンバーワン・ソウルセット）
- 東京プリン
- DOPING PANDA
- 特撮（とくさつ）
- 怒髪天
- TRICERATOPS（トライセラトップス）
- トルネード竜巻
- TRIPLANE（トライプレイン）
- Dragon Ash（ドラゴン・アッシュ）
- toconoma
- trunk (トランク)
- dream（ドリーム）
- DREAMS COME TRUE（ドリームズ・カム・トゥルー）
- トリオ・ザ・シャキーン
- トリオ・ザ・ポンチョス
- ザ・ドリフターズ
- AAA（トリプルエー）
- トルヴェール・クヮルテット
- トワ・エ・モワ
- ドンキー・カルテット
- とんねるず
- とんぼちゃん

（2010年代）
- TOW（トウ）
- 東京カランコロン
- TOTALFAT（トータルファット）
- DOG in Theパラレルワールドオーケストラ
- TRISPACE（トライスペース）
- ドラマストア
- ドラマチックアラスカ
- Drunk Monkeys（ドランク・モンキーズ）
- tricot（トリコ）
- トリプルファイヤー
- Droog（ドルーグ）
- ドレスコーズ
- Drop's（ドロップス）

## な行

### な
（ポピュラー）
- ナイトノイズ
- ナイアシン
- NICEGUY人
- ナザレス
- ナイトウィッシュ (Nightwish)
- ナイン・インチ・ネイルズ (NINE INCH NAILS)
- ザ・ナック
- ナパーム・デス

日本
- ナイトメア
- Naifu（ナイフ）
- 中ノ森BAND
- Natural Punch Drunker
- NapsaQ（ナップサック）
- ナニワ・エクスプレス
- NABIA
- ナンバーガール

（2010年代）
- ナードマグネット
- 99RadioService（ナインナインレディオサービス）
- Nothing's Carved In Stone（ナッシングス カーブド イン ストーン）
- ザ・なつやすみバンド
- nano.RIPE(ナノライプ)
- 鳴ル銅鑼（なるどうら）
- Nulbarich（ナルバリッチ）
- THE NAMPA BOYS（ザ・ナンパ・ボーイズ）

### に
- 24丁目バンド
- ニュー・オーダー (New Order)
- ニュー・ファウンド・グローリー
- ニューロティカ
- ニューロティック・アウトサイダーズ
- ニルヴァーナ (イギリスのバンド)
- ニルヴァーナ（USA）

日本
（アイドル）
- 日本烈島
- ニャーKB with ツチノコパンダ
- Newnew
- New man Co.,Ltd.
- NILKLY
- Neat.and.clean-ニトクリ-
- Niimo
- にごどる!
- ニコモノ!
- 虹色スイッチ
- 虹色の飛行少女
- 虹色fanふぁーれ
- 西金沢少女団
- 虹の架け橋 (アイドルグループ)
- 虹のコンキスタドール
- 26時のマスカレイド
- 日本セーラー女子団
- NEWS（ニュース）

（ヒップホップ）
- NITRO MICROPHONE UNDERGROUND（ニトロ・マイクロフォン・アンダーグラウンド）

（その他）
- 二十世紀音楽研究所
- 日伊現代音楽交流会
- 日本音楽集団
- 日給8000円
- 245
- NIRGILIS（ニルギリス）
- 人間椅子

（2010年代）
- Need Cool Quality（ニード クール クオリティー）
- ニガミ17才
- nicoten（ニコテン）
- ニホンジン
- 日本マドンナ
- NIRA（ニラ）

### ね
（ポピュラー）
（パゴーヂ）
- ネグリトゥーヂ・ジュニオル

日本
- ネーネーズ
- 猫
- 熱帯JAZZ楽団
- ネルソンスーパープロジェクト

（2010年代）
- ねごと
- never young beach（ネバー ヤング ビーチ）

### の
（ポピュラー）
- NOFX
- ノッティング・ヒルビリーズ

日本
（アイドル）
- NO KISS
- NO NAME (アイドルユニット)
- のーぷらん。
- ノースリーブス
- Notall
- 後浦なつみ
- Not yet
- ≠ME
- ☆NonSugar

- 乃木坂46（のぎざかフォーティシックス）

（ヒップホップ）
- nobodyknows+（ノーバディノウズ）

（その他）
- ノーナ・リーヴス（NONA REEVES）
- NOBODY

（2010年代）
- のあのわ
- NOISEMAKER（ノイズメーカー）
- NoGoD（ノーゴッド）
- NormCore (ノームコア)
- NOCTURNAL BLOODLUST（ノクターナル ブラッドラスト）
- KNOCK OUT MONKEY（ノック アウト モンキー）
- NOVELS（ノベルズ）
- Non Stop Rabbit（ノンストップラビット）

（2020年代）
- Novelbright（ノーベルブライト）

## は行

### は
（ポピュラー）
- バウハウス (Bauhaus)
- バーズ
- ハイヴス
- パール・ジャム (Pearl Jam)
- バグルス (The Buggles)
- バックストリート・ボーイズ
- バッド・カンパニー
- バッドフィンガー
- Panik（パニック）
- ハノイ・ロックス
- パラダイス・ロスト（イギリス/日本）
- ハロウィン (HELLOWEEN)
- パワー・ステーション (POWER STATION)
- バングルス
- パンテラ
- ザ・バンド
- ハンブル・パイ

（フォルクローレ）
- ロス・ハイラス

日本
（タンゴの楽団）
- 原孝太郎と東京六重奏団

（アイドル）
- Party Rockets GT
- ハープスター (アイドルグループ)
- ハーフムーン (女性アイドルユニット)
- High-King
- Hy4 4yh
- HYPER GO号
- Hauptharmonie
- Vacancy Control
- バキューム (ユニット)
- BuGG
- Hug (アイドルユニット)
- 爆音少女症候群
- バクステ外神田一丁目
- パクスプエラ
- 爆裂女子-BURSTGIRL-
- ハコイリ♡ムスメ
- Pajama Farm√13
- PassCode
- パステル☆ジョーカー
- PASSPO☆
- パズルガールズ
- はちきんガールズ
- Bachicco!
- はちみつロケット
- PASSION (イメージガール)
- H@chi
- ばってん少女隊
- HAPPY♡ANNIVERSARY
- ハッピーくるくる
- JAPANARIZM
- 花いろは from ワンダーウィード
- パナシェ!
- ハニーゴーラン
- ハニースパイス
- ハニーブランチ
- BunnyRap
- Vanilla (イメージガール)
- バニラビーンズ (アイドルグループ)
- パピマシェ
- パピロジェ
- PUFFY
- Perfume
- Pabo
- HAMIDASYSTEM
- 原宿駅前パーティーズ
- 原宿☆バンビーナ
- パラダイスガール
- PARADISE GO!! GO!!
- PARADISES
- パラッ娘
- ハラミのジャン
- パラレルドリーム
- Parfait (アイドルグループ)
- Palet
- Palette Project
- 80 pan
- HelloYouth
- Power Age
- PANDAMIC
- バンドじゃないもん!
- Bump.y
- パンプキン (グループ)

（ヒップホップ）
- Heartsdales（ハーツデイルズ）
- BY PHAR THE DOPEST（バイ・ファー・ザ・ドーペスト）

（その他）
- Bamboo Flute Orchestra
- BAZAAR
- The Birthday（ザ・バースデイ）
- BARBEE BOYS（バービー・ボーイズ）
- パープル・シャドウズ
- BBQ CHICKENS（バーベキュー・チキンズ）
- PEARL（パール)
- HIGH and MIGHTY COLOR（ハイ・アンド・マイティ・カラー）
- HIGHWAY61（ハイウェイろくじゅういち）
- Hi-STANDARD（ハイスタンダード）
- BY-SEXUAL(バイセクシャル)
- ハイ・ファイ・セット
- Hi-Fi CAMP（ハイファイキャンプ）
- BINECKS（バイネックス）
- THE HIGH-LOWS (ザ・ハイロウズ)
- BOUNTY（バウンティー）
- HOUND DOG
- BUCK-TICK（バクチク）
- 爆風スランプ
- バズ (BUZZ)
- ハスキング・ビー
- はちみつぱい
- BACK-ON（バックオン）
- ハックルベリーフィン (huckleberry finn)
- バックス・バニー（金子マリと～）
- THE BACK HORN（ザ・バックホーン）
- 鈴木茂とハックルバック
- はっぴいえんど
- HAPPY DRUG STORE
- BANANA SHAKES（バナナシェイクス）
- ハナ肇とクレージーキャッツ
- Hanaboy（ハナボーイ）
- ババロア@（和田アキ子&久本雅美）
- パピーペット
- パフィー
- Perfume（パフューム）
- PAMELAH（パメラ）
- paris match（パリスマッチ）
- HΛL
- HALCALI（ハルカリ）
- BALZAC（バルザック）
- halos（ハロス）
- Hawaiian6（ハワイアンシックス）
- Bank Band（バンク・バンド）
- ハンダース
- the band apart（ザ・バンド・アパート）
- BUMP OF CHICKEN（バンプ・オブ・チキン）

（2010年代）
- Half time Old（ハーフ・タイム・オールド）
- BURNOUT SYNDROMES（バーンアウト シンドロームズ）
- the HIATUS（ザ ハイエイタス）
- BYEE the ROUND（バイ ザ ラウンド）
- ハイスイノナサ
- HOW MERRY MARRY（ハウメリーマリー）
- HOWL BE QUIET（ハウル ビー クワイエット）
- 爆弾ジョニー
- BugLug（バグラグ）
- BUZZ THE BEARS (バズ ザ ベアーズ)
- パスピエ
- 八十八ヶ所巡礼
- バックドロップシンデレラ
- back number（バック ナンバー）
- BACK LIFT（バック リフト）
- But by Fall（バット バイ フォール）
- HAPPY（ハッピー）
- パノラマパナマタウン
- ハルカトミユキ
- ハルカミライ
- Halo at 四畳半（ハロ アット ヨジョウハン）
- Hello Sleepwalkers（ハロー スリープウォーカーズ）
- Banda Mandacarinho（バンダ・マンダカリーニョ）
- BAND-MAID（バンドメイド）
- Hundred Percent Free（ハンドレッド・パーセント・フリー）
- Hump Back（ハンプ・バック)
- ハンブレッダーズ

### ひ
（ポピュラー）
- ピンク・フロイド
- ヒア・セイ
- ビースティー・ボーイズ (BEASTIE BOYS)
- ピーター・ポール&マリー (PPM)
- BWB
- ザ・ビーチ・ボーイズ
- ザ・ビートルズ
- B-52's（ビー・フィフティ・セカンズ）
- ヒューイ・ルイス&ザ・ニュース

日本
（アイドル）
- BRW108
- Buzy
- B.C.G.
- B・C・G
- Beeすく〜る
- PEACEFUL
- Peachy's
- Peach sugar story
- P-chicks
- VENUS (1997年結成のアイドルユニット)
- VENUS (2007年結成のアイドルユニット)
- BEE-HIVE
- BeForU
- B-Limit.
- Peel the Apple
- PiiiiiiiN
- PINKYCASE
- Vienolossi
- 東池袋52
- ピカピカ (アイドルグループ)
- 美脚時代
- PiGU
- PIGGS
- 悲撃のヒロイン症候群
- ピコピコ☆レボリューション
- 美少女クラブ31
- 美女木ジャンクション (音楽グループ)
- BiS
- Bittersweet (アイドルグループ)
- B'dash
- ピチピチパニック
- Piccola Pino
- BiSH
- Hipp's
- HipS Ship
- HINOIチーム
- BIBI
- PPP! PiXiON
- ピポ☆エンジェルズ
- 向日葵プリンセス
- Pimm's
- HI-ME
- ひめキュンフルーツ缶
- 姫組娘
- 姫恋エデン
- 姫っ娘シスターズ
- ぴゅあ娘 リローデッド
- ぴゅあふる
- ピュアメモリーズ
- ピュアリーモンスター
- ピュアロマンス
- 美勇伝
- ピューパ!!
- BEYOOOOONDS
- BYOB (アイドルグループ)
- ぴらのぱうるすあんどぱっきゃまらんど
- HIROSHIMA GO!GO!
- PINKEY
- Pinky Groove
- Pinky Sky
- Pinkish
- ピンクサターン
- ピンク・レディー
- ピンク・レディーX
- 日向坂46（ひなたざかフォーティーシックス）
- 光GENJI

（その他）
- B'z（ビーズ）
- The ピーズ（ザ・ピーズ）
- B-DASH（ビーダッシュ）
- BEAT CRUSADERS（ビート・クルセイダーズ）
- ザ・ピーナッツ
- PIERROT
- B.B.クィーンズ
- P-MODEL
- PYG
- BEAN BAG（ビーンバッグ）
- ヒカシュー
- BEGIN（ビギン）
- Hysteric Blue（ヒステリック・ブルー）
- ピストルバルブ
- Bitter & Sweet（ビタースウィート）
- ピチカート・ファイヴ
- BIGBELL（ビッグベル）
- ビッグ・マンモス
- hide with Spread Beaver（ヒデ・ウィズ・スプレッド・ビーバー）
- Bivattchee（ビバッチェ）
- 姫神
- ビリーバンバン
- 平川地一丁目
- the pillows（ザ・ピロウズ）
- ピンキーとキラーズ
- BINGO BONGO（ビンゴボンゴ）

(2010年代）
- ピアノゾンビ
- ザ・ヒーナキャット
- BBHF（ビービーエイチエフ） - 旧称は、Bird Bear Hare and Fish
- People In The Box（ピープルインザボックス）
- FEELFLIP（ヒールフリップ）
- ヒステリックパニック
- ヒトリエ
- ビレッジマンズストア
- ピロカルピン
- HINTO（ヒント）
- THE PINBALLS（ザ ピンボールズ）

### ふ
- ブラン村のおばあちゃんたち
- フィドラーズ・ビド

（ポピュラー）
- ファイブ
- フィア・ファクトリー
- ザ・フー
- フー・ファイターズ (FOO FIGHTERS)
- フェアポート・コンヴェンション
- フェイスレス (Faithless)
- フォーカス（タイスヴァンリール）
- フォープレイ
- フォリナー（Foreigner）
- ブラー
- ブライアン・マックファーデン
- フライデイ・ヒル
- フライング・ブリトー・ブラザーズ
- プラターズ
- ブラック・サバス
- ブラッド・スウェット・アンド・ティアーズ
- ブランドX
- フリー
- ブレッド
- ブロウ・モンキーズ (BLOW MONKEYS)
- プロコル・ハルム
- プロディジー (The Prodigy)
- ブロンディ
- Bring Me The Horizon（ブリングミーザホリゾン）
- ブリンズリー・シュウォーツ
- ブルー
- ブルース・ブラザーズ
- ブレッカー・ブラザーズ
- ブレッド
- PFM（プレミアータ・フォルネリア・マルコーニ）

（タンゴの楽団）
- フランチーニ＝ポンティエル楽団

（ロマ音楽）
- ファンファーレ・チョカルリア

日本
（アイドル）
- FYT
- Fine (アイドルグループ)
- FAVO
- Femme fatale (アイドルグループ)
- ファンタ☆ピース
- FantaRhyme
- Phantom Voice
- Fun×Fam
- Feam
- FeelNEO
- Vsister
- フィロソフィーのダンス
- Booing!!!
- Fu-Fu
- FAREWELL, MY L.u.v
- Fairy w!nk
- フェアリーズ
- Fairy Star
- ふぇありーているず!
- FAKY
- Faint⋆Star
- FES☆TIVE
- Fortune cherry
- Fortune Doll
- Folder5
- ブカブカ
- ブスっ子くらぶ
- 風男塾
- ぷちぱすぽ☆
- プティパ-petit pas!-
- THE HOOPERS
- Fragrant Drive
- +Sugar.
- BLACKNAZARENE
- フラップガールズスクール
- ぷらむ○ガーデン
- Pramo
- Priere
- Prizmmy☆
- Prism (アリスプロジェクト)
- 虹色幻想曲 〜プリズム・ファンタジア〜
- プリティキャスト
- フリルフルール
- FRUN FRIN FRIENDS
- フルーツ (アイドルユニット)
- FRUITPOCHETTE
- フルーツポンチ (アイドルグループ)
- フルーティー (アイドルグループ)
- ブルートリップ.
- フルーレット
- Fullfull Pocket
- PreciouSparty
- BLESS (アイドルグループ)
- Vress
- Predia
- PREDIANNA
- ふれふれチャイムFes.
- フレンチ・キス (アイドルユニット)
- フレンチトースト (アイドルグループ)
- フレンドフレンド
- プッチモニ
- フォーリーブス
- V6（ブイシックス）

（ヒップホップ）
- BUDDHA BRAND

（その他）
- フンベシスターズ
- FIRE BALL（ファイヤーボール）
- FANATIC◇CRISIS
- FUNKY MONKEY BABYS（ファンキーモンキーベイビーズ）
- Fantastic Plastic Machine（ファンタスティック・プラスティック・マシーン）
- FIELD OF VIEW
- Fishmans（フィッシュマンズ）
- PhilHarmoUniQue（フィルハーモユニーク）
- THE BOOM
- 風味堂
- FAIRCHILD
- フェアリーズ
- Favorite Blue（フェーバリットブルー）
- FENCE OF DEFENSE
- ザ・フォーク・クルセダーズ
- FoZZtone
- Folder（フォルダー）
- ふきのとう
- フジファブリック
- Plastic Tree（プラスティックトゥリー）
- ブラックビスケッツ
- bloodthirsty butchers（ブラッドサースティー・ブッチャーズ）
- Plum Planets（プラム・プラネッツ）
- BRAHMAN（ブラフマン）
- フラワーカンパニーズ
- BLANKEY JET CITY（ブランキー・ジェット・シティー）
- flumpool（フランプール）
- フリーウェイハイハイ
- pre-school（プリ・スクール）
- プリズム
- フリッパーズ・ギター
- the brilliant green（ザ・ブリリアント・グリーン）
- プリンセス・プリンセス
- 古井戸
- THE BLUE HEARTS（ザ・ブルーハーツ）
- BREAKERZ（ブレイカーズ）
- FLAME（フレイム）
- プレイメイツ (The Playmates)
- plane
- フレデリック
- FLOW（フロウ）
- BOOM BOOM SATELLITES
- Bluem of Youth（ブルーム・オブ・ユース）

（2010年代）
- FIVE NEW OLD（ファイブ・ニュー・オールド）
- fhána（ファナ）
- Fear, and Loathing in Las Vegas（フィアー アンド ロージング イン ラスベガス）
- フィッシュライフ
- The fin.（ザ フィン）
- ふぇのたす
- FOLKS（フォークス）
- FOLK:LORE（フォークロア）
- fox capture plan（フォックス・キャプチャー・プラン）
- 04 Limited Sazabys（フォー リミテッド サザビーズ）
- ふくろうず
- Brian the Sun（ブライアン ザ サン）
- PLASTICZOOMS（プラスチックズームス）
- BRADIO（ブラディオ）
- Prague（プラハ）
- FLOWER FLOWER（フラワー フラワー）
- The Flickers（ザ フリッカーズ）
- FLiP（フリップ）
- BLUE ENCOUNT（ブルー エンカウント）
- Blu-BiLLioN（ブルービリオン）
- フレデリック
- フレンズ
- plenty（プレンティ）

### へ
- ベシュ・オ・ドロム
- ベログエト

（ポピュラー）
- ベイ・シティ・ローラーズ
- ペンタングル
- ベンチャーズ
- ベン・フォールズ・ファイヴ

（ロマ音楽）
- ベシュ・オ・ドロム

日本
（アイドル）
- ベイキャニオンズ
- 平均睡眠8時間。
- 平成おんな組
- 平成琴姫
- BABY'S
- Baby Tiara
- ベイビーレイズJAPAN
- BABYWOLF
- Payrin's
- ベッド・イン
- PPP
- BABYMETAL
- ベボガ!
- ベリーズ
- Very Very Red Berry
- ペロペロキャンディーズ

- Hey! Say! JUMP（ヘイセイジャンプ）
- Berryz工房

（その他）
- Babe（ベイブ）
- Base Ball Bear（ベースボールベアー）
- PE'Z（ペズ）
- PEDRO&CAPURICIOUS（ペドロ&カプリシャス）
- BENNIE K（ベニー・ケー）
- PENICILLIN（ペニシリン）

（2010年代）
- HEY-SMITH（ヘイスミス）
- the peggies（ザ ペギーズ）
- PEDRO（ペドロ）
- BABYMETAL（ベビーメタル）
- Heavenstamp（ヘブンスタンプ）
- Hemenway（ヘメンウェイ）
- PELICAN FANCLUB（ペリカン ファンクラブ）
- Helsinki Lambda Club（ヘルシンキ ラムダ クラブ）
- ペロペロしてやりたいわズ。
- PENGUIN RESEARCH（ペンギン リサーチ）
- Bentham（ベンサム）
- ペンタゴン

### ほ
- ボシー・バンド

（ポピュラー）
- ポインター・シスターズ
- ボーイズ・II・メン
- ボーイゾーン
- ホークウインド
- ポコ
- ボストン
- ホリーズ
- ポリス
- ホワイト・ストライプス
- ホワイトスネイク (Whitesnake)
- ボン・ジョヴィ (Bon Jovi)
- ボンゾ・ドッグ・バンド

（ロマ音楽）
- ホセ・レイエス&ロス・レイエス

日本
（アイドル）
- ポイズンラット
- BOYSTYLE
- 放課後広カワ団
- 放課後プリンセス
- BOSO娘
- POEM
- Buono!
- 北斗夢学院・桜組
- ぼくはまだしなない
- ほくりくアイドル部
- ザ・ポチ
- Pocchimo
- Pottya
- HOT DOG CAT
- ホッピーズ
- POPUP
- HOP CLUB
- BONITA
- ボニート×ボニート
- ポニカロード
- Bob up.
- ポピンズ (アイドルグループ)
- POMERO
- HiP
- B.O.L.T
- WHY@DOLL
- WHiTE BEACH
- ほわいと☆milk
- ぽわん
- ポンバシwktkメイツ
- THE ポッシボー

（ヒップホップ）
- HOME MADE 家族（ホームメイドかぞく）

（その他）
- BOREDOMS（ボアダムス）
- BOØWY（ボウイ）
- ポケットビスケッツ
- ホフディラン
- ホブルディーズ
- Whiteberry（ホワイトベリー）
- POLYSICS（ポリシックス）
- ポルノグラフィティ
- BON-BON BLANCO（ボンボンブランコ）

（2010年代）
- 放課後ティータイム
- Bo Ningen（ボー ニンゲン）
- Homecomings（ホームカミングス）
- The BONEZ（ザ ボーンズ）
- ほたる日和
- Poppin'Party（ポッピン パーティー）
- THE BOHEMIANS（ザ・ボヘミアンズ）
- ポルカドットスティングレイ
- POLTA（ポルタ）
- WHITE ASH（ホワイト アッシュ）
- white white sisters（ホワイト ホワイト シスターズ）

## ま行

### ま
- マカーム

（ポピュラー）
- マイケル・シェンカー・グループ (MSG)
- マウンテン
- マグナム
- マザーズ・オブ・インヴェンション
- MFSB（マザー・ファーザー・シスター・アンド・ブラザー）
- マッチング・モール
- マッドネス
- マニック・ストリート・プリーチャーズ
- マノウォー (MANOWAR)
- マルーン5
- マンハッタン・トランスファー
- マンフレッド・マン
- マンフレッド・マン・チャプター・スリー
- マハビシュヌ・オーケストラ
- マンハッタン・ジャズ・クインテット (MJQ)

日本
（アイドル）
- Marble-Maple
- MAI with AN8
- マイちゃんアミちゃん
- MYM♪Crescendo
- ガチンコ3
- マジェスティックセブン
- マジカル・パンチライン
- Magical2 from マジマジョピュアーズ!
- マジック&メイデン
- マシュマロ3d+
- 魔女っこ
- 魔女ランド倶楽部
- まじばんch
- 街角景気☆仮面女子↑
- まちだガールズ・クワイア
- まどもあ54世
- 茉奈 佳奈
- ManaKana
- まなみのりさ
- まニャン子クラブ
- まねきケチャ
- マボロシ可憐GeNE
- 幻.no
- 豆柴の大群
- MarryDoll
- マリーナブルー
- マリーンズカンパイガールズ
- まりなす（仮）
- まりもみ
- Malcolm Mask McLaren
- まるまる学園放送部

- MAX

（ヒップホップ）
- マボロシ

（その他）
- 舞太鼓あすか組 - ASKA Japanese Drum
- MARBLE SHEEP（マーブルシープ）
- マイペース
- MY LITTLE LOVER（マイ・リトル・ラヴァー）
- MY FIRST STORY（マイ・ファースト・ストーリー）
- 真心ブラザーズ
- 真黒毛ぼっくす
- 松千
- THE MAD CAPSULE MARKETS（ザ・マッド・カプセル・マーケッツ）
- マニ★ラバ
- MARIA
- マリア観音
- MALICE MIZER（マリス・ミゼル）
- MULTI MAX（マルチ・マックス）
- MAN WITH A MISSION（マン ウィズ ア ミッション）

（2000年代）
- Mouse on the keys（マウス・オン・ザ・キーズ）
- マキシマムザホルモン
- Mas（マス）
- ザ・マスミサイル
- 麻波25
- Mamerico（マメリコ）
- MARIA（マリア）

（2010年代）
- MAGIC OF LiFE（マジックオブライフ）- 2014年10月17日までは、Dirty Old Men（ダーティオールドメン）のバンド名で活動。
- MY FIRST STORY（マイ ファースト ストーリー）
- My Hair is Bad（マイ ヘアー イズ バッド）
- マカロニえんぴつ
- Mashumairesh!!（ましゅまいれっしゅ!!）
- 摩天楼オペラ
- MAN WITH A MISSION（マン ウィズ ア ミッション）

### み
（ポピュラー）
- ミディヴァル・パンディッツ
- MR. BIG
- ミスフィッツ(Misfits)
- ミートローフ

日本
（アイドル）
- Meme tokyo.
- 未完成リップスパークル
- みぎてやじるし ひだりてはーと
- MIGMA SHELTER
- 三毛猫歌劇団
- MissCarat
- Miscast
- ミスMaps
- ミスマリ
- 道の駅アイドル ミミ
- MISSION (アイドルグループ)
- MID NIGHT TERRACE.
- 水戸ご当地アイドル（仮）
- 3776 (アイドルグループ)
- ミニスカート (アイドルユニット)
- みにちあ☆ベアーズ
- Miniature Garden
- ミニパティ
- ミニハムず
- ミニモニ。
- Mibuki with tutu&Beat's
- Μ's
- Myunとyayo〜
- Mirage2
- ミライスカート
- ミラクル (アイドルグループ)
- ミラクルキャンディーベリー
- ミラクルマーチ
- Miracle2 from ミラクルちゅーんず!
- MilkyWay (ハロー!プロジェクト)
- みるき〜ガールズ
- みるく (アイドルグループ)
- ミルク (アイドルグループ)
- ミルクス本物
- 民族ハッピー組

（その他）
- 民謡ガールズ
- ミスゴブリン
- Mr.Children（ミスターチルドレン）
- THEE MICHELLE GUN ELEPHANT（ミッシェル・ガン・エレファント）
- ミッキー・カーチス&サムライ
- ミライ・ドライヴ
- MIRANOSAND（ミラノサンド）
- mihimaru GT

（2000年代）
- ミドリ

（2010年代）
- The Mirraz（ザ・ミイラズ）
- Mrs. GREEN APPLE（ミセス グリーン アップル）
- 味噌汁's
- みそっかす
- ミツメ
- Mix Speaker's,Inc.（ミックス・スピーカーズ・インク）
- 南松本高校パンクロック同好会
- millennium parade（ミレニアムパレード）

### む
- ムジカ・エレットロニカ・ヴィヴァ

（ポピュラー）
- ムーディー・ブルース

（フォルクローレ）
- ムシカ・デ・マエストロス

日本
- 無限 (和太鼓奏者)
- MUFAS（ムーファス）
- moumoon（ムームーン）
- ムーンライダーズ
- 武蔵野タンポポ団
- 紫SHIKIBU (吉本興業所属)
- 村八分

（2000年代）
- MUCC（ムック）
- ムラマサ☆

（2010年代）
- mudy on the 昨晩（ムーディ オン ザ さくばん）

### め
（ポピュラー）
- メロウ・キャンドル
- メガデス
- メゾフォルテ
- メタリカ
- メッカ
- メラニーC
- メルヴィンズ

日本
- 明和電機

（アイドル）
- Mary Angel
- Make it! (ユニット)
- Maybe (歌手グループ)
- メイビーME
- MAPLEZ
- メガメガミ
- Maison book girl
- 真っ白なキャンバス
- メチャハイ♡
- MerryGo!!!RounD
- メリーメリーファンファーレ
- Merry merry Boo
- メリーバッドエンド
- Melody (アイドルグループ)
- めろん畑a go go
- Menkoiガールズ
- メンテナンス (アイドルグループ)
- メロン記念日

（ヒップホップ）
- MELLOW YELLOW（メローイエロー）

（その他）
- MAKE-UP(メイクアップ)
- MEGARYU
- Mebius (バンド)
- Meridian Rogue

（2000年代）
- メガマソ
- MERRY（メリー）
- メレンゲ

（2010年代）
- め組 (めぐみ)
- 眩暈SIREN（めまいサイレン）

### も
（ポピュラー）
- モーターヘッド
- モダン・ジャズ・カルテット (MJQ)
- モット・ザ・フープル
- モンキーズ
- モンスター・マグネット

日本
（アイドル）
- More (アイドルグループ)
- 妄想キャリブレーション
- モエギノジノム
- Monogatari
- モブキャストガール
- 桃色革命
- Momonaki
- 桜（もも）mint's
- MONSTER GIRLFRIEND
- MONDO GIRLS
- モーニング娘。
- ももいろクローバーZ

（その他）
- モダンチョキチョキズ
- THE MODS
- Mondialito
- もんた&ブラザーズ

（2000年代）
- MO'SOME TONEBENDER（モーサム トーンベンダー）
- monobright（モノブライト）
- MONKEY MAJIK（モンキー マジック）
- MONGOL800（モンゴルはっぴゃく）

（2010年代）
- モーモールルギャバン
- MOSHIMO（モシモ） - 2015年4月1日までは、CHEESE CAKE（チーズケーキ）のバンド名で活動。
- MOTHBALL（モスボール）
- MONOEYES（モノアイズ）
- MONO NO AWARE（モノノアワレ）
- モハメド
- mol-74（モルカルマイナスナナジュウヨン）
- もるつオーケストラ
- Morfonica（モルフォニカ）

## や行

### や
- ヤァラルホーン

（ポピュラー）
- ヤードバーズ

日本
（ヒップホップ）
- YA-KYIM（ヤキーム）

（その他）
- 族-Yakara-
- 倭 -YAMATO
- 野猿
- 野狐禅（やこぜん）
- YAK.
- 休みの国
- 山弦
- Yum!Yum!ORANGE

（2000年代）
- YAPANI!（ヤパニ！）
- 山嵐
- Yum!Yum!ORANGE（ヤムヤムオレンジ）

（2010年代）
- ヤバイTシャツ屋さん

### ゆ
（ポピュラー）
- UFO（ユー・エフ・オー）
- UK
- U2
- ユートピア
- UB40
- ユーライア・ヒープ
- ユーリズ・ミックス

日本
（アイドル）
- ユイガドクソン
- 唯×実〜ユイみの〜
- EUPHORIA-ユーフォリア-
- 有楽町ベンチーズ
- ゆくえしれずつれづれ
- ユメオイ少女
- ゆめっこ☆娘
- 夢みるアドレセンス
- ゆるめるモ!
- YURIMARI
- ユルリラポ

（その他）
- U.N.O.BAND（ユーエヌオーバンド）
- 憂歌団
- USED TO BE A CHILD（ユーズド・トゥー・ビー・ア・チャイルド）
- ゆず
- ユニコーン
- ゆらゆら帝国

（2000年代）
- YOUR SONG IS GOOD（ユア・ソング・イズ・グッド）
- EU・PHORIA（ユーフォーリア）
- eufonius（ユーフォニアス）

（2010年代）
- UNISON SQUARE GARDEN（ユニゾン スクエア ガーデン）
- universe（ユニバース）

### よ
（ポピュラー）
- ヨスー・インディ
- ヨーロッパ (Europe)

日本
- 吉田兄弟
- 四人囃子 (よにんばやし)

（2000年代）
- 妖精帝國

（2010年代）
- Yogee New Waves（ヨギー ニュー ウェーブス）
- yonige（ヨニゲ）
- ヨルシカ
- 夜の本気ダンス

## ら行

### ら
（ポピュラー）
- ラーズ (The La's)
- ラヴィン・スプーンフル
- ラッシュ (Rush)
- ラッシュ (Lush)
- ラット (Ratt)
- ラトルズ
- ラプソディー・オブ・ファイア (Rhapsody Of Fire) - 「ラプソディー」から名称変更
- ラモーンズ
- ランシド
- ランバート・ヘンドリックス&ロス (LHR)

日本
（ヒップホップ）
- Rhymester（ライムスター）

（その他）
- La!ハラトミ太鼓
- RIZE（ライズ）
- ライナセロス
- LOUDNESS（ラウドネス）
- ROUND TABLE
- RAG FAIR（ラグ・フェア）
- La'cryma Christi（ラクリマ・クリスティー）
- 羅針盤
- RAZZ MA TAZZ（ラズ・マ・タズ）
- ラッツ&スター（旧・シャネルズ）
- Laputa
- Raphael（ラファエル）
- ラベル
- L'Arc〜en〜Ciel（ラルク・アン・シエル）
- 乱魔堂

（2000年代）
- 雷鼓（らいこ）
- RIZE（ライズ）
- ROUND TABLE（ラウンド・テーブル）
- LAST ALLIANCE（ラスト アライアンス）
- RADWIMPS（ラッドウィンプス）
- LOVE PSYCHEDELICO（ラブ・サイケデリコ）
- LUNKHEAD（ランクヘッド）
- Lamp（ランプ）

（2010年代）
- Large House Satisfaction（ラージ ハウス サティスファクション）
- Like This Parade（ライク・ディス・パレード）
- LAGOON（ラグーン）
- ラッキーオールドサン
- Lucky Kilimanjaro（ラッキーキリマンジャロ）
- LUCKY TAPES（ラッキーテープス）
- ラックライフ
- LACCO TOWER（ラッコタワー）
- Love Community.（ラブコミュニティ）
- THEラブ人間
- lovefilm（ラブフィルム）
- LAMA（ラマ）
- la la larks（ラララークス）
- LAMP IN TERREN（ランプ イン テレン）

### り
- リアダン

（ポピュラー）
- リターン・トゥ・フォーエヴァー
- ザ・リュートルズ
- リリックス
- リンキン・パーク
- リズ・マクラーノン
- リバティ・エックス
- THE LIBERTINES（ザ・リバティーンズ）
- LITTLE BARRIE（リトル・バーリー）

日本
（アイドル）
- Ringwanderung
- りんご娘
- リンリン・ランラン
- リアライト
- リアリー・オムレット・パズル
- RY's
- リーフシトロン
- Rhythmic
- Licca
- LiT
- Lip's
- りとる*りりー
- Revival:I
- Ribbon (アイドルグループ)
- RYUKYU IDOL
- RYUTist
- Lily of the valley
- LiLii Kaona
- ザ・リリーズ (女性アイドル)
- Lyrical school
- リリシック学園
- LilCouleur
- リルネード
- リルぷりっ (ハロー!プロジェクト)
- LinQ
- リンクSTAR`s
- ribbon（リボン）

（ヒップホップ）
- RIP SLYME（リップ・スライム）

（その他）
- りんけんバンド
- Lead（リード）
- LIV (リヴ)
- RYTHEM（リズム）
- Little Non（リトル・ノン）
- Remark Spirits（リマーク・スピリッツ）
- 竜とかおる
- リンドバーグ (LINDBERG)
- リトルグリーモンスター (Little Glee Monster)

(2000年代）
- Ricken's（リッケンズ）
- little by little（リトル・バイ・リトル）
- lynch.（リンチ）
- 凛として時雨

(2010年代）
- 緑黄色社会
- ЯeaL（リアル）
- リーガルリリー
- リコチェットマイガール
- LEZARD（リザード）
- Rhythmic Toy World（リズミック トイ ワールド）
- Lillies and Remains（リリーズ アンド リメインズ）
- LILI LIMIT（リリ リミット）

### る
（ポピュラー）
- ルシファーズ・フレンド
- ルネッサンス（ブリティッシュ・ロック）

日本
- ROUAGE（ルアージュ）
- ルインズ
- Le Couple
- LUNA SEA（ルナ・シー）
- LOOPUS（ルーパス）

（2000年代）
- ザ・ルーズドッグス
- √thumm（ルートサム）
- LuLu（ルル）

（2010年代）
- ROOKiEZ is PUNK'D（ルーキース イズ パンクト）
- Rootless（ルートレス）- 旧称は、The ROOTLESS

### れ
（ポピュラー）
- レインボー
- レーサーX
- レーナード・スキナード
- レッド・ツェッペリン
- レッド・ホット・チリ・ペッパーズ
- レディオヘッド
- レベル42

日本
- レ・フレール
- RAZORS EDGE
- レイジー
- LAZY KNACK
- 麗蘭
- レッド・ウォーリアーズ (RED WARRIORS)
- レピッシュ
- レベッカ

（2000年代）
- lego big morl（レゴ ビッグ モール）
- redballoon（レッドバルーン）
- レミオロメン

（2010年代）
- RAISE A SUILEN（レイズ ア スイレン）
- LAID BACK OCEAN（レイド バック オーシャン）
- Rayflower（レイフラワー）
- レディオサイエンス
- Lenny code fiction（レニーコードフィクション）- 2014年まではCROMARTY（クロマーティ）のバンド名で活動

### ろ
- ロンドン・シンフォニエッタ
- ロシア民族楽器オーケストラ
- ロシア内務省アンサンブル
- ロイツマ

（ポピュラー）
- Rockapella
- ローリング・ストーンズ

日本
（ヒップホップ）
- Romancrew（ロマンクルー）

（その他）
- THE LOCAL ART（ザ・ローカル・アート）
- r.o.r/s（ロールス）
- ROVO
- 六文銭
- Lost Color People（ロストカラーピープル）
- ロス・プリモス
- ROmantic Mode
- ロットングラフティー

（2000年代）
- Local Sound Style（ローカル・サウンド・スタイル）
- ロードオブメジャー
- locofrank（ロコフランク）
- LOST IN TIME（ロスト イン タイム）
- Rosetta Garden（ロゼッタガーデン）
- ROCK'A'TRENCH（ロッカトレンチ）
- ROCKING TIME（ロッキング・タイム）
- ROSSO（ロッソ）
- ROTTENGRAFFTY（ロットングラフティー）
- THE RODEO CARBURETTOR（ザ・ロデオ・キャブレター）
- ロマンポルシェ。
- LONG SHOT PARTY（ロング・ショット・パーティー）

（2010年代）
- Royz（ロイズ）
- LOCAL CONNECT（ローカル コネクト）
- ザ・ローファイ
- Lowland Jazz（ローランドジャズ）
- Roselia（ロゼリア）
- wrong city（ロング シティ）

## わ行

### わ
- 若きフランス

（ポピュラー）
- ワム!

日本
- 和太鼓グループ彩 -sai-
- 倭太鼓飛龍

- YKZ（ワイケイズィー）
- WINO（ワイノ）
- wyolica（ワイヨリカ）
- WAG
- わさびーず
- 倭製ジェロニモ&ラブゲリラエクスペリエンス
- WaT
- わらべ
- WANDS（ワンズ）

（2000年代）
- wyse（ワイズ）
- 渡鬼おやじバンド
- ワタナベフラワー
- ONE OK ROCK（ワン オク ロック）

（2010年代）
- 和楽器バンド
- 忘れらんねえよ
- wacci（ワッチ）
- WANIMA（ワニマ）
- onelifecrew（ワンライフクルー）

### ん
（2010年代）
- N'夙川BOYS（ンしゅくがわボーイズ）